# Hipoteza LNT
Hipoteza LNT (od ang. Linear No-Threshold) – wprowadzona w 1959 roku przez Międzynarodową Komisję Ochrony Radiologicznej hipoteza mówiąca, że zagrożenie promieniowaniem o małej dawce jest równe zagrożeniu od dawki dużej pomnożonemu przez stosunek dawek i odpowiednie współczynniki proporcjonalności.

## Historia badań
Autorem hipotezy jest amerykański noblista z 1946 roku Hermann J. Muller, który właśnie za tę pracę został nagrodzony Nagrodą Nobla w dziedzinie medycyny. Muller na podstawie badań prowadzonych w latach dwudziestych XX wieku w zakresie wpływu dużych dawek na populację muszek owocowych stwierdził, że nawet najmniejsze dawki promieniowania jonizującego wywierają negatywny wpływ na populację organizmów żywych.
Założenie wyprowadzono z faktu szkodliwości dużych dawek promieniowania przez ekstrapolację, pomimo braku bezpośrednich danych odnośnie do istnienia zagrożenia. Przy wprowadzaniu natomiast zaleceń przez Międzynarodową Komisję Ochrony Radiologicznej głównym motywem tych działań była dążność do maksymalnie ostrożnego postępowania z substancjami radioaktywnymi i zaprzestanie prowadzenia prób broni jądrowej. Hipoteza LNT stała się podstawą ochrony radiologicznej, a na jej podstawie zalecono ograniczanie ekspozycji na promieniowanie w najwyższym, rozsądnym stopniu.

## Krytyka
Badania prowadzone w późniejszym okresie wykazały jednak, że ekstrapolacja założenia o szkodliwości promieniowania na małe jego dawki była nieuzasadniona. W toku badań nad procesami nowotworzenia ustalono, że proces ten nie ma charakteru linowego, ale krzywoliniowy z progiem. Ponadto przebadane zostało zjawisko hormezy, którego przy tworzeniu hipotez LNT nie uwzględniono. W efekcie badań ustalono, że niewielkie dawki promieniowania są niezbędne dla prawidłowego funkcjonowania organizmów żywych.
Z ujawnionej w 2011 roku przez profesora Edwarda Calabresego korespondencji, którą opublikowano w Archives of Toxicology wynika jednoznacznie, że także sam Muller w 1946 roku znał wyniki badań zaprzeczających jego teorii. Tezie o szkodliwości małych dawek promieniowania przeczyły badania amerykańskiego genetyka Curta Sterna, które w swoich pracach oraz noblowskim wykładzie Muller świadomie pominął.